# Mistrovství světa v boxu 1986
IV. mistrovství světa v boxu proběhlo v Renu, Spojené státy americké ve dnech 8. až 18. května 1986. Organizátorem turnaje mistrovství světa byla Association Internationale de Boxe Amateur (AIBA).

## Československá stopa
Vedoucí výpravy: Milan Černý, šéftrenér reprezentace: František Gašparík
Na mistrovství světa startovali za Československo 2 boxeři:
- −63,5 kg: Štefan Cirok (* 1965) ze SVS FMV Praha (TJ Rudá hvězda Ústí nad Labem)
- −71 kg: Michal Franek (* 1967) ze SVŠ MV ČSZTV Bratislava (TJ Spartak Dubnica nad Váhom)

## Výsledky
| Muži     | Zlato                     | Stříbro                   | Bronz                    | Bronz                 |
| -------- | ------------------------- | ------------------------- | ------------------------ | --------------------- |
| –48 kg   | Juan Torres (CUB)         | Román Rolón (PUR)         | Hamilton Rodrigues (BRA) | O Kwang-su (KOR)      |
| –51 kg   | Pedro Orlando Reyes (CUB) | David Grimán (VEN)        | Eyüp Can (TUR)           | János Varadi (HUN)    |
| –54 kg   | Mun Sung-kil (KOR)        | René Breitbarth (GDR)     | Jurij Alexandrov (URS)   | Arnaldo Mesa (CUB)    |
| –57 kg   | Kelcie Banks (USA)        | Jesús Sollet (CUB)        | Andreas Zülow (GDR)      | Tomasz Nowak (POL)    |
| –60 kg   | Adolfo Horta (CUB)        | Engels Pedroza (VEN)      | Emil Čuprenski (BUL)     | Orzubek Nazarov (URS) |
| –63,5 kg | Vasilij Šišov (URS)       | Howard Grant (CAN)        | Borislav Abadžiev (BUL)  | Mirko Puzović (YUG)   |
| –67 kg   | Kenneth Gould (USA)       | Candelario Duvergel (CUB) | Tibor Molnár (HUN)       | Torsten Schmitz (GDR) |
| –71 kg   | Ángel Espinosa (CUB)      | Enrico Richter (GDR)      | Manvel Avetisjan (URS)   | Lofti Ayed (SWE)      |
| –75 kg   | Darrin Allen (USA)        | Henry Maske (GDR)         | Henryk Petrich (POL)     | Julio Quintana (CUB)  |
| –81 kg   | Pablo Romero (CUB)        | Loren Ross (USA)          | Damir Škaro (YUG)        | Dejan Kirilov (BUL)   |
| –91 kg   | Félix Savón (CUB)         | Arnold Vanderlyde (NED)   | Svilen Rusinov (BUL)     | Michael Bent (USA)    |
| +91 kg   | Teófilo Stevenson (CUB)   | Alex Garcia (USA)         | Vjačeslav Jakovlev (URS) | Biagio Chianese (ITA) |

## Medailová bilance
V boxu se rozdělilo celkem 12 sad medailí.
| Pořadí | Stát                             |       | Muži    | Muži    | Muži | Celkem  |
| Pořadí | Stát                             | Zlato | Stříbro | Bronz   |      | Celkem  |
| ------ | -------------------------------- | ----- | ------- | ------- | ---- | ------- |
| 1.     | Kuba (CUB)                       |       | 7       | 2       | 2    | 11      |
| 2.     | USA (USA)                        |       | 3       | 1 (2)   | 1    | 5 (6)   |
| 3.     | Sovětský svaz (URS)              |       | 1       | 0       | 4    | 5       |
| 4.     | Jižní Korea (KOR)                |       | 1       | 0       | 1    | 2       |
| 5.     | Východní Německo (GDR)           |       | 0       | 3       | 2    | 5       |
| 6.     | Venezuela (VEN)                  |       | 0       | 2       | 0    | 2       |
| 7.     | Kanada (CAN)                     |       | 0       | 1       | 0    | 1       |
| 7.     | Nizozemsko (NED)                 |       | 0       | 1       | 0    | 1       |
| 9.     | Bulharská lidová republika (BUL) |       | 0       | 0       | 4    | 4       |
| 10.    | Maďarská lidová republika (HUN)  |       | 0       | 0       | 2    | 2       |
| 10.    | Polsko (POL)                     |       | 0       | 0       | 2    | 2       |
| 10.    | Jugoslávie (YUG)                 |       | 0       | 0       | 2    | 2       |
| 13.    | Brazílie (BRA)                   |       | 0       | 0       | 1    | 1       |
| 13.    | Itálie (ITA)                     |       | 0       | 0       | 1    | 1       |
| 13.    | Švédsko (SWE)                    |       | 0       | 0       | 1    | 1       |
| 13.    | Turecko (TUR)                    |       | 0       | 0       | 1    | 1       |
|        | Portoriko (PUR)                  |       | 0       | 0 (1)   | 0    | 0 (1)   |
| Celkem | Celkem                           |       | 12      | 10 (12) | 24   | 46 (48) |